# 舍恩
舍恩 或者 肖恩（Schön，Schoen）可以指：
- 赫尔穆特·舍恩（德語：Helmut Schön，1915年9月15日－1996年2月23日）, 前德國足球運動員和主教練。
- 理查德·舍恩（英語：Richard Melvin Schoen，1950年10月23日－）, 美國數學家。
- 盖德·肖恩（德語：Gerd Schön，1948年4月14日－）, 德国物理学家。

|  | 本页或本分段罗列了姓氏为「舍恩」的人物。 如果是一个指代特定个人的内链将您引导到本页，請考慮修正該人物的名字以將链接指向正確的條目。 |